# Фінал кубка Англії з футболу 1906
Фінал кубка Англії з футболу 1906 — 35-й фінал найстарішого футбольного кубка у світі. Учасниками фіналу були «Ньюкасл Юнайтед» і «Евертон». Володарем кубкового трофею став «Евертон».

## Шлях до фіналу
| «Евертон»              | «Евертон» | «Евертон»                | Раунд           | «Ньюкасл Юнайтед» | «Ньюкасл Юнайтед» | «Ньюкасл Юнайтед»                       |
| ---------------------- | --------- | ------------------------ | --------------- | ----------------- | ----------------- | --------------------------------------- |
| Суперник               | Результат | Матчі                    |                 | Суперник          | Результат         | Матчі                                   |
| «Вест-Бромвіч Альбіон» | 3—1       | 3—1 вдома                | Перший раунд    | «Грімсбі Таун»    | 6—0               | 6—0 вдома                               |
| «Честерфілд»           | 3—0       | 3—0 вдома                | Другий раунд    | «Дербі Каунті»    | 2—1               | 0—0 на виїзді, 2—1 вдома (перегравання) |
| «Бредфорд Сіті»        | 1—0       | 1—0 вдома                | Третій раунд    | «Блекпул»         | 5—0               | 5—0 вдома                               |
| «Венсдей»              | 4—3       | 4—3 вдома                | Четвертий раунд | «Бірмінгем Сіті»  | 5—2               | 2—2 на виїзді, 3—0 вдома (перегравання) |
| «Ліверпуль»            | 2—0       | 2—0 на нейтральному полі | 1/2 фіналу      | «Вулвіч Арсенал»  | 2—0               | 2—0 на нейтральному полі                |

## Матч
| 21 квітня 1906 |

| Евертон | 1:0      | Ньюкасл Юнайтед |
| ------- | -------- | --------------- |
| Янг 77' | Протокол |                 |

| Крістал Пелес, Лондон Глядачів: 75 609 Арбітр: Фред Кіркгем |

|  |  |

|                  |  |                 |  |
|                  |  |                 |  |
| В                |  | Біллі Скотт     |  |
| З                |  | Біллі Балмер    |  |
| З                |  | Джек Креллі     |  |
| ПЗ               |  | Гаррі Мейкпіс   |  |
| ПЗ               |  | Джек Тейлор (к) |  |
| ПЗ               |  | Волтер Абботт   |  |
| Н                |  | Джек Шарп       |  |
| Н                |  | Г'ю Болтон      |  |
| Н                |  | Алекс Янг       |  |
| Н                |  | Джиммі Сеттл    |  |
| Н                |  | Гарольд Гардман |  |
| Головний тренер: |  |                 |  |
| Вілл Кафф        |  |                 |  |

|                  |  |                  |  |
|                  |  |                  |  |
| В                |  | Джиммі Лоуренс   |  |
| З                |  | Енді Маккомбі    |  |
| З                |  | Джек Карр        |  |
| ПЗ               |  | Алекс Гарднер    |  |
| ПЗ               |  | Енді Ейткен      |  |
| ПЗ               |  | Пітер Маквілліам |  |
| Н                |  | Джок Ратерфорд   |  |
| Н                |  | Джеймс Гоуві     |  |
| Н                |  | Колін Вейтч (к)  |  |
| Н                |  | Роналд Орр       |  |
| Н                |  | Берт Госнелл     |  |
| Головний тренер: |  |                  |  |
| Френк Ватт       |  |                  |  |